# Гудайтис, Антанас
Анта́нас Ма́ртино Гуда́йтис (лит. Antanas Gudaitis; 29 июля 1904, Шавли — 20 апреля 1989, Вильнюс) — литовский, советский художник-живописец, график, педагог. Народный художник СССР (1985). Лауреат Государственной премии Литовской ССР (1965). 

## Биография
Антанас Гудайтис родился в Шавли (ныне Шяуляй, Литва)
В 1922—1926 — студент педагогического училища.
В 1926—1929 обучался в Литовском университете (ныне Университет Витовта Великого) и Каунасской художественной школе (ныне Каунасский институт декоративно-прикладного искусства), в 1929—1933 — в Национальной консерватории искусств и ремесел в Париже и частных художественных студиях.
С 1935 — член Ассоциации литовских художников.
С 1940 года преподавал в Вильнюсской художественной школе (с 1941 — Вильнюсская художественная академия, с 1944 — Вильнюсский художественный институт, с 1951 — Государственный художественный институт Литовской ССР, ныне — Вильнюсская художественная академия). Профессор (с 1947).
Скончался 29 апреля 1989 года в Вильнюсе. Похоронен на кладбище Расу.

## Творчество
Автор экспрессивных, красочных тематических полотен, портретов, натюрмортов, пейзажей, рисунков.
Картины художника «Мать с ребенком» и «Музыка», во время его пребывания в Париже, экспонировались в парижском Салоне независимых.
В творчестве художника выделяются две темы — люди Литвы и красота её природы. Он создавал тематические полотна («Труд», 1929; «Крестьянское восстание 1863 года в Литве», 1963), портреты (рыбака К. Аугутиса, 1958; художника Л. Сургайлиса, 1961).
В характерных для его живописи острых ритмах и напряженных цветовых сочетаниях преломляются динамика жизни, творческое отношение к миру художника.
Писал литовские деревни («В полдень», 1947), рыбацкие поселки, порты. Отдельную серию составляют его произведения о Вильнюсе.
Работы художника демонстрировались на выставках в Москве, Вильнюсе, Риге, Таллине, Каунасе, Львове и др.

## Награды и звания
- Орден «Знак Почёта» (1947)
- Заслуженный деятель искусств Литовской ССР (1961)
- Народный художник Литовской ССР (1964)
- Государственная премия Литовской ССР (1965)
- Орден Трудового Красного Знамени (1974)
- Народный художник СССР (1985)